# Требник
Требник е църковна книга, използвана в православната богослужебна практика. Съдържа правилата за извършване на обредите на църковните тайнства и други свещенодействия, извършвани от църквата в особени случаи, които не са включени в храмовото (обществено) богослужение от дневния, седмичния и годишния кръг.